# Franklin Adreon
Franklin Adreon (n. 18 noiembrie 1902, Gambrills⁠(d), comitatul Anne Arundel, Maryland, SUA – d. 10 septembrie 1979, Thousand Oaks, California, SUA) a fost un regizor de film american, scenarist, producător și actor.

## Filmografie
| Film       | Film                                       | Film                                           | Film |
| An         | Film                                       | Note                                           |      |
| ---------- | ------------------------------------------ | ---------------------------------------------- | ---- |
| 1937       | S.O.S. Coast Guard                         | Scenariu original                              |      |
| 1938       | The Fighting Devil Dogs                    | Scenariu original                              |      |
| 1939       | Zorro's Fighting Legion                    | Scenariu original                              |      |
| 1940       | Adventures of Red Ryder                    | Scenariu original Menționat ca Franklyn Adreon |      |
| 1947       | Jesse James Rides Again                    | Scenariu original                              |      |
| 1948       | Adventures of Frank and Jesse James        | Producător asociat                             |      |
| 1949       | Ghost of Zorro                             | Producător asociat                             |      |
| 1950       | The Invisible Monster                      | Producător asociat                             |      |
| 1951       | Government Agents vs Phantom Legion        | Producător asociat                             |      |
| 1952       | Zombies of the Stratosphere                | Producător asociat                             |      |
| 1953       | Canadian Mounties vs. Atomic Invaders      | Regizor, Producător asociat                    |      |
| 1954       | Trader Tom of the China Seas               | Regizor, Producător asociat                    |      |
| 1955       | King of the Carnival                       | Regizor, Producător asociat                    |      |
| 1956       | The Man is Armed                           | Regizor                                        |      |
| 1962       | The Nun and the Sergeant                   | Regizor                                        |      |
| 1965       | Dimension 5                                | Regizor                                        |      |
| 1966       | Cyborg 2087                                | Regizor Alt titlu: Man from Tomorrow           |      |
| Televizune |                                            |                                                |      |
| An         | Titlu                                      | Note                                           |      |
| 1955       | Commando Cody: Sky Marshal of the Universe | Producător asociat, 12 episoade                |      |
| 1957       | Cheyenne                                   | Regizor, 2 episoade                            |      |
| 1957–1958  | Maverick                                   | Regizor, 2 episoade                            |      |
| 1957–1958  | Colt .45                                   | Regizor, 4 episoade                            |      |
| 1957–1958  | Sugarfoot                                  | Regizor, 10 episoade                           |      |
| 1958       | Frontier Doctor                            | Regizor, 2 episoade                            |      |
| 1958–1959  | 26 Men                                     | Regizor, 2 episoade                            |      |
| 1958–1959  | Lassie                                     | Regizor, 14 episoade                           |      |
| 1958–1959  | The Rough Riders                           | Regizor, 5 episoade                            |      |
| 1959–1960  | Tombstone Territory                        | Regizor, 5 episoade                            |      |
| 1960       | Pony Express                               | Regizor, 1 episod                              |      |
| 1960       | Men into Space                             | Regizor, 1 episod                              |      |
| 1960       | Lock-Up                                    | Regizor, 3 episoade                            |      |
| 1960       | Shotgun Slade                              | Regizor, 2 episoade                            |      |
| 1960       | Gunsmoke                                   | Regizor, 1 episod                              |      |
| 1960–1961  | Bat Masterson                              | Regizor, 5 episoade                            |      |
| 1961       | Ripcord                                    | Regizor, 1 episod                              |      |
| 1961       | The Tall Man                               | Regizor, 1 episod                              |      |

## Vezi și
- United Pictures Corporation